# Solenoid (biologia)
Solenoid, włókno 30 nm – jednostka strukturalna chromatyny składająca się ze zwiniętego w lewoskrętną helisę nukleofilamentu o średnicy 30 nm. Na każdy skręt solenoidu przypada 6 chromatosomów. Zwinięty solenoid wraz z macierzą jądrową tworzy pętlę chromosomową.